# Levante-EMV
Levante-El Mercantil Valenciano (abreviado habitualmente como Levante-EMV), informalmente denominado el "Levante", es un periódico español, editado en la ciudad de Valencia. Fundado en 1872, es una de las principales publicaciones de la Comunidad Valenciana (junto con el conservador Las Provincias) y pertenece al grupo editorial Prensa Ibérica.
Su ámbito de distribución es la provincia de Valencia, aunque tiene una edición para la comarca alicantina de la Marina Alta. Además de la edición general, Levante-EMV imprime cada día cinco ediciones de ámbito comarcal en la Safor, la Ribera, la Costera-la Canal - Valle de Albaida, el Campo de Murviedro y la Huerta de Valencia.

## Historia

### Fundación y primeros años
El diario fue fundado originalmente en 1872 —durante el Sexenio revolucionario— bajo el nombre de El Mercantil Valenciano. La nueva publicación venía a suceder al desaparecido Diario Mercantil de Valencia. En la década de 1920, con una orientación ya republicana, empieza a insertar folletines de Manuel Fernández y González, Victor Hugo o Luis de Val. A partir de noviembre de 1929, empieza a insertar también Los Chicos, un suplemento semanal infantil de historietas que se considera el primer tebeo valenciano y en cuyas páginas se publicarán historietas como Las aventuras de Colilla y su pato Banderilla, una de las más importantes del período, de Juan Pérez del Muro, y Fábulas ilustradas, de Luis Dubón, así como seriales de José Sanchis Nadal.
Durante el primer tercio del siglo XX el periódico va a coexistir con otras publicaciones importantes, como El Pueblo, Las Provincias o el Diario de Valencia.
El Mercantil Valenciano va a constituir, junto con el blasquista El Pueblo, uno de los principales periódicos de la capital valenciana. Durante los años de la Segunda República el diario, posicionado ideológicamente a la izquierda y favorable al republicanismo, llegaría a alcanzar tiradas superiores a los 50 000 ejemplares. En estos años el diario va a mantener una línea editorial cercana al partido Acción Republicana (AR) y al Partido Republicano Radical Socialista (PRRS), si bien con posterioridad apoyaría al partido Izquierda Republicana (IR). Aunque era un periódico de línea editorial independiente, ello no fue impedimento para que el director de El Mercantil Valenciano —el periodista Vicente Fe Castell— llegara a ser diputado por el Frente Popular en 1936. Continuó editándose tras el estallido de la Guerra civil, hasta 1939.

### Etapa franquista
El periódico fue incautado por FET y de las JONS al final de la Guerra civil y se refunda como Levante, publicando su primer número el 10 de abril de 1939. A lo largo de toda la dictadura franquista el periódico formará parte de la red de periódicos del Movimiento Nacional, un conjunto de publicaciones de ámbito local y regional de titularidad pública y adscritos al partido único del régimen de Franco. En estos años coexistió en Valencia con otro periódico franquista, el vespertino Jornada.
Levante tuvo un gran éxito con su suplemento infantil La Hora del Recreo (1953-1963), conocido también como "el Chispa" por su personaje estrella. En estos años por la dirección del Levante pasaron, entre otros, José Molina Plata, José Barberá Armelles o Sabino Alonso Fueyo —este último, al frente del diario entre 1953 y 1962—. Molina Plata volvería a dirigir el diario entre 1973 y 1980, llevando a cabo una política de apertura y modernización. El Levante, como el resto de las cabeceras de la prensa del Movimiento, pasó a integrarse en el organismo Medios de Comunicación Social del Estado (MCSE) tras la muerte de Franco y el desmontaje de la dictadura. En 1980 la dirección del diario fue asumida por José Manuel Gironés. En 1984 es privatizado mediante subasta pública por el primer gobierno de Felipe González.

### Etapa reciente
Desde 1984 el diario es editado por el grupo editorial Prensa Valenciana. Levante-EMV fue el periódico pionero en la Comunidad Valenciana en la política de ediciones comarcales con la correspondiente a La Safor (julio de 1987). A partir de entonces el periódico fue implantando este servicio en el resto de comarcas hasta cubrir casi la totalidad de la provincia de Valencia, e incluso contó con una edición de ámbito provincial en Castellón, que supuso —en la práctica— la publicación diaria de un nuevo periódico sobre la estructura central de la edición general, aunque posteriormente la compra del Grupo Zeta por parte de Prensa Ibérica, editora del Levante-EMV, supuso que la edición del periódico en la provincia de Castellón fuera suprimida en favor de El Periódico Mediterráneo.
En 1990 se fundó el Club Diario Levante, un foro plural que pretende reflejar los asuntos que más preocupan a la ciudadanía y ofrecer la posibilidad de realizar un debate crítico y reflexivo, el cual posteriormente se traslada a las páginas del periódico. Debates y conferencias, conciertos, preestrenos de películas, presentaciones de libros y todo tipo de exposiciones llenan cada año sus instalaciones. Desde el Club Diario Levante se crearon en 1996 los Premis Tirant de Cine, donde los profesionales de la comunidad autónoma pueden dar a conocer sus trabajos.

## Periodistas y colaboradores relevantes
- Francisco de Paula Burguera, escritor y periodista valenciano desde 1982, dejando tras de sí un periplo político.
- Antonio Ortiz Fuster, conocido como «Ortifus», humorista gráfico valenciano. Colaborador desde el año 1984, cuando publicaron su primera tira en el diario, en el que se convertiría a lo largo del tiempo en una de sus señas más identificativas.

### Directores recientes
- José Barberá Armelles (1971-1983)
- Jesús Prado Sánchez (1983-1987)
- Ferran Belda (1987-1998)
- Pedro Muelas Navarrete (1998-2009)
- Ferran Belda (2009-2013)
- Lluís Cucarella (2013-2015)
- Julio Monreal Martínez (2015-2018)
- Lydia del Canto (2018-2022)
- José Luis Valencia (2022-2025)
- Joan-Carles Martí (2025)